# Castelo de Newcastle Emlyn

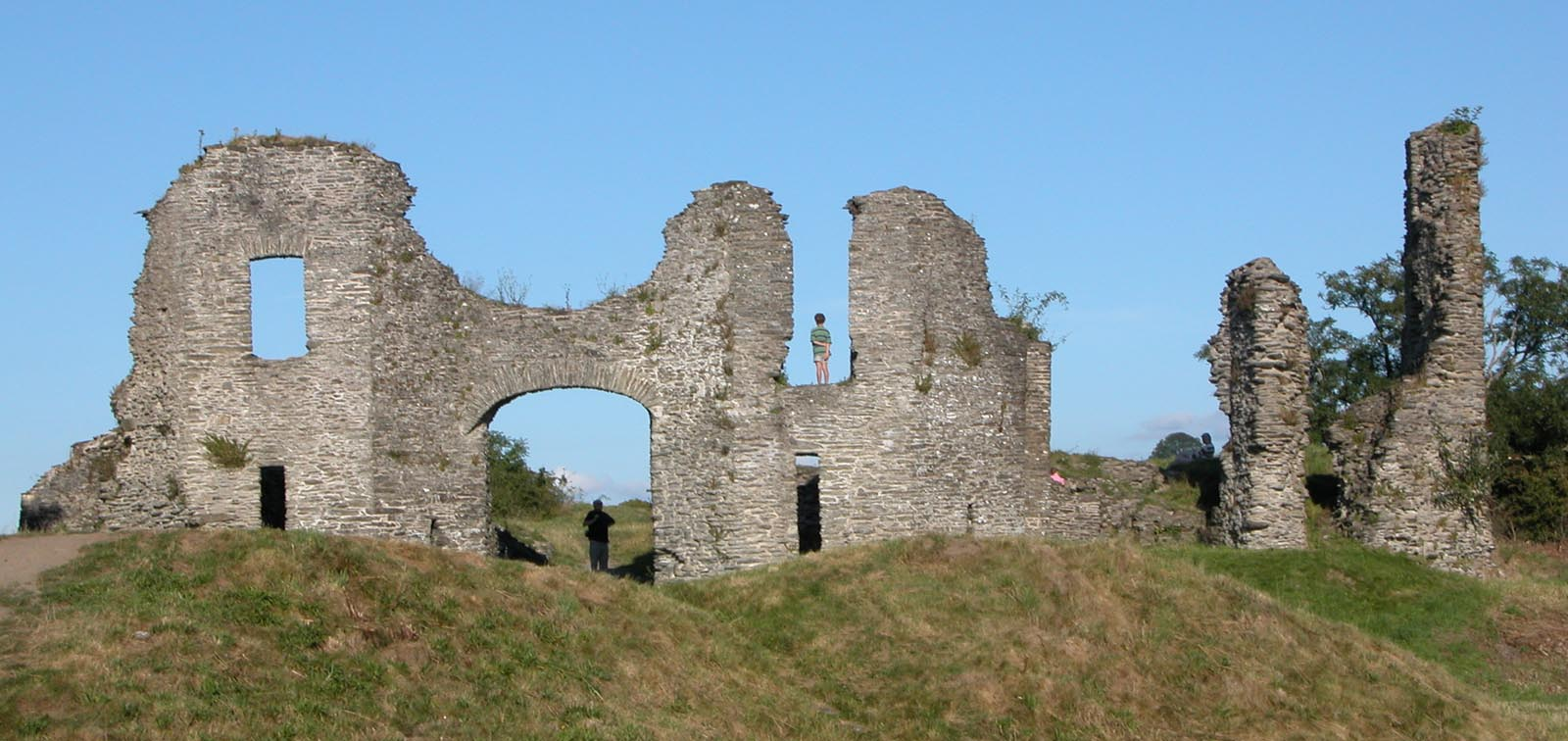
Castelo de Newcastle Emlyn, País de Gales

O Castelo de Newcastle Emlyn (em língua inglesa Newcastle Emlyn Castle) é um castelo atualmente em ruínas localizado em Newcastle Emlyn, Carmarthenshire, País de Gales.
Encontra-se classificado no grau "I" do "listed building" desde 8 de maio de 1991.